# Карриганс
Карриганс (англ. Carrigans; ирл. An Carraigín) — деревня в Ирландии, находится в графстве Донегол (провинция Ольстер).

## Демография
Население — 191 человек (по переписи 2006 года). В 2002 году население было 158 человек.
Данные переписи 2006 года:
| Общие демографические показатели |               |                               |                               |      |      |
| Всё население                    | Всё население | Изменения населения 2002—2006 | Изменения населения 2002—2006 | 2006 | 2006 |
| 2002                             | 2006          | чел.                          | %                             | муж. | жен. |
| 158                              | 191           | 33                            | 20,9                          | 98   | 93   |